# 冯先志
冯先志（1962年8月—），河南禹州人，中国河南政治人物。

## 生平
曾任河南省人民政府办公厅副主任。2016年10月，担任河南省人民政府副秘书长。2018年12月，担任河南省地方金融监督管理局（河南省金融服务办公室）局长。2021年9月，任河南省政协经济委员会副主任。